# Camino a la Iglesia de San Bernardo en Lierna (Lago de Como)
Camino a la Iglesia de San Bernardo en Lierna o Sentiero di San Bernardo a Lierna (en italiano) es una pintura del pintor italiano Vittore Grubicy de Dragon, exponente del divisionismo italiano. La obra representa un paisaje natural con un sendero de un bosque de cuento de hadas, rodeado de altos árboles, que conduce a la Iglesia de San Bernardo en el barrio de Villa, en Lierna, una antigua aldea situada en el Centro del Lago de Como.

## Descripción
La obra representa un sendero inmerso en la naturaleza, caracterizado por altos árboles que conducen a la iglesia de San Bernardo, un edificio histórico de Lierna, una fracción de Lecco. La pintura está caracterizada por el uso de la técnica divisionista, con trazos luminosos que crean un efecto vibrante en blanco y negro. La elección del tema se enmarca dentro de la tradición del paisajismo lombardo del siglo XIX, con especial atención a los efectos atmosféricos y la representación de la luz natural.

## Historia
La pintura fue realizada por Vittore Grubicy de Dragon en Lierna, un pintor que fue uno de los protagonistas del divisionismo en Italia. Grubicy pasó largos períodos en Lierna, a orillas del Lago de Como, donde encontró inspiración para muchas de sus obras paisajísticas. La obra data del último cuarto del siglo XIX.